# Programari de xarxes neuronals

El programari de xarxes neuronals s'utilitza per simular, investigar, desenvolupar i aplicar xarxes neuronals artificials, conceptes de programari adaptats de xarxes neuronals biològiques i, en alguns casos, una gamma més àmplia de sistemes adaptatius com la intel·ligència artificial i l'aprenentatge automàtic.

## Simuladors
Els simuladors de xarxes neuronals són aplicacions de programari que s'utilitzen per simular el comportament de xarxes neuronals artificials o biològiques. Es centren en un o un nombre limitat de tipus específics de xarxes neuronals. Normalment són autònoms i no estan pensats per produir xarxes neuronals generals que es puguin integrar en altres programes. Els simuladors solen tenir algun tipus de visualització integrada per monitorar el procés d'entrenament. Alguns simuladors també visualitzen l'estructura física de la xarxa neuronal.

### Simuladors de recerca
Històricament, el tipus més comú de programari de xarxa neuronal estava destinat a la investigació d'estructures i algoritmes de xarxes neuronals. L'objectiu principal d'aquest tipus de programari és, mitjançant la simulació, obtenir una millor comprensió del comportament i les propietats de les xarxes neuronals. Avui dia, en l'estudi de les xarxes neuronals artificials, els simuladors han estat substituïts en gran manera per entorns de desenvolupament basats en components més generals com a plataformes de recerca.
Els simuladors de xarxes neuronals artificials més utilitzats inclouen el simulador de xarxes neuronals de Stuttgart (SNNS) i Emergent.
En l'estudi de les xarxes neuronals biològiques, però, el programari de simulació continua sent l'únic enfocament disponible. En aquests simuladors s'estudien les propietats físiques, biològiques i químiques del teixit neuronal, així com els impulsos electromagnètics entre les neurones.
Els simuladors de xarxes biològiques més utilitzats inclouen Neuron, GENESIS, NEST i Brian.

### Simuladors d'anàlisi de dades
A diferència dels simuladors de recerca, els simuladors d'anàlisi de dades estan pensats per a aplicacions pràctiques de xarxes neuronals artificials. El seu objectiu principal és la mineria de dades i la previsió. Els simuladors d'anàlisi de dades solen tenir algun tipus de capacitat de preprocessament. A diferència dels entorns de desenvolupament més generals, els simuladors d'anàlisi de dades utilitzen una xarxa neuronal estàtica relativament simple que es pot configurar. La majoria dels simuladors d'anàlisi de dades del mercat utilitzen xarxes de retropropagació o mapes autoorganitzats com a nucli. L'avantatge d'aquest tipus de programari és que és relativament fàcil d'utilitzar. Neural Designer és un exemple d'un simulador d'anàlisi de dades.

### Simuladors per a l'ensenyament de la teoria de xarxes neuronals
Quan es van publicar els volums de Processament Distribuït Paral·lel el 1986-87, van proporcionar un programari relativament senzill. El programari PDP original no requeria cap habilitat de programació, cosa que va portar a la seva adopció per part d'una àmplia varietat d'investigadors en diversos camps. El programari PDP original es va desenvolupar en un paquet més potent anomenat PDP++, que al seu torn s'ha convertit en una plataforma encara més potent anomenada Emergent. Amb cada desenvolupament, el programari s'ha tornat més potent, però també més difícil per a principiants.
El 1997, es va llançar el programari tLearn per acompanyar un llibre. Això va ser un retorn a la idea de proporcionar un simulador petit i fàcil d'utilitzar, dissenyat pensant en els principiants. tLearn va permetre xarxes bàsiques de retroalimentació, juntament amb xarxes recurrents simples, ambdues poden ser entrenades mitjançant l'algoritme simple de retropropagació. tLearn no s'ha actualitzat des del 1999.
El 2011 es va llançar el simulador Basic Prop. Basic Prop és una aplicació autònoma, distribuïda com a fitxer JAR neutre per a la plataforma, que proporciona gran part de la mateixa funcionalitat senzilla que tLearn.

## Entorns de desenvolupament
Els entorns de desenvolupament per a xarxes neuronals difereixen del programari descrit anteriorment principalment per dos motius: es poden utilitzar per desenvolupar tipus personalitzats de xarxes neuronals i admeten el desplegament de la xarxa neuronal fora de l'entorn. En alguns casos, tenen capacitats avançades de preprocessament, anàlisi i visualització.

### Basat en components
Un tipus d'entorns de desenvolupament més moderns que actualment es prefereixen tant en l'ús industrial com en el científic es basen en un paradigma basat en components. La xarxa neuronal es construeix connectant components de filtre adaptatiu en un flux de filtre de canonada. Això permet una major flexibilitat, ja que es poden construir xarxes personalitzades, així com components personalitzats utilitzats per la xarxa. En molts casos, això permet que una combinació de components adaptatius i no adaptatius funcionin junts. El flux de dades està controlat per un sistema de control intercanviable, així com els algoritmes d'adaptació. L'altra característica important són les capacitats de desplegament.
Amb l'arribada de frameworks basats en components com ara. Els entorns de desenvolupament basats en components NET i Java són capaços de desplegar la xarxa neuronal desenvolupada en aquests frameworks com a components heretables. A més, alguns programes també poden implementar aquests components en diverses plataformes, com ara sistemes integrats.
Els entorns de desenvolupament basats en components inclouen: Peltarion Synapse, NeuroDimension NeuroSolutions, Scientific Software Neuro Laboratory i el programari integrat LIONsolver. Els entorns basats en components de codi obert gratuïts inclouen Encog i Neuroph.

#### Crítica
Un desavantatge dels entorns de desenvolupament basats en components és que són més complexos que els simuladors. Requereixen més aprenentatge per funcionar completament i són més complicats de desenvolupar.

## Xarxes neuronals personalitzades
La majoria d'implementacions de xarxes neuronals disponibles, però, són implementacions personalitzades en diversos llenguatges de programació i en diverses plataformes. Els tipus bàsics de xarxes neuronals són fàcils d'implementar directament. També hi ha moltes biblioteques de programació que contenen funcionalitat de xarxa neuronal i que es poden utilitzar en implementacions personalitzades (com ara TensorFlow, Theano, etc., que normalment proporcionen enllaços a llenguatges com ara Python, C++, Java).

## Estàndards
Perquè diferents aplicacions puguin compartir models de xarxes neuronals, cal un llenguatge comú. El llenguatge de marcatge de models predictius (PMML) s'ha proposat per abordar aquesta necessitat. PMML és un llenguatge basat en XML que proporciona una manera perquè les aplicacions defineixin i comparteixin models de xarxes neuronals (i altres models de mineria de dades) entre aplicacions compatibles amb PMML.
PMML proporciona a les aplicacions un mètode independent del proveïdor per definir models, de manera que els problemes de propietat i les incompatibilitats ja no són una barrera per a l'intercanvi de models entre aplicacions. Permet als usuaris desenvolupar models dins de l'aplicació d'un proveïdor i utilitzar aplicacions d'altres proveïdors per visualitzar, analitzar, avaluar o utilitzar els models. Abans, això era molt difícil, però amb PMML, l'intercanvi de models entre aplicacions compatibles ara és senzill.

### Consumidors i productors de PMML
S'ofereix una gamma de productes per produir i consumir PMML. Aquesta llista, en constant creixement, inclou els següents productes de xarxes neuronals:
- R: produeix PMML per a xarxes neuronals i altres models d'aprenentatge automàtic mitjançant el paquet pmml.
- SAS Enterprise Miner: produeix PMML per a diversos models de mineria, incloent-hi xarxes neuronals, regressió lineal i logística, arbres de decisió i altres models de mineria de dades.
- SPSS: produeix PMML per a xarxes neuronals, així com molts altres models de mineria.
- STATISTICA: produeix PMML per a xarxes neuronals, models de mineria de dades i models estadístics tradicionals.